# Léon Orsat
Léon Orsat, né le 27 juin 1849 à Samoëns (Haute-Savoie) et décédé le 16 octobre 1897 à Ayze (Haute-Savoie), est un homme politique français.

## Biographie
Entré dans la magistrature à la chute du Second Empire, il démissionne dès 1871 pour s'inscrire au barreau de Bonneville, dont il sera plusieurs fois bâtonnier.
Il est conseiller municipal de Bonneville, conseiller général du canton et se présente aux législatives partielles de 1891, à la suite du décès de Albert Ducroz. Il est député jusqu'à sa mort en 1897. Il s'occupe surtout des questions intéressant sa circonscription, notamment la zone franche.

## Sources
- « Léon Orsat », dans le Dictionnaire des parlementaires français (1889-1940), sous la direction de Jean Jolly, PUF, 1960 [détail de l’édition]